# Albertisia scandens
Albertisia scandens là một loài thực vật có hoa trong họ Biển bức cát. Loài này được (Mangenot & Miege) Forman mô tả khoa học đầu tiên năm 1975.